# Масатан (муниципалитет Чьяпаса)
Масата́н (исп. Mazatán) — муниципалитет в Мексике, штат Чьяпас, с административным центром в одноимённом посёлке. Численность населения, по данным переписи 2020 года, составила 28 250 человек.

## Общие сведения
Название Mazatán с языка тольтек-науатль можно перевести как — «место оленей».
Площадь муниципалитета равна 382,6 км², что составляет 0,5 % от площади штата, а наиболее высоко расположенное поселение Охо-де-Агуа, находится на высоте 33 метра.
Он граничит с другими муниципалитетами Чьяпаса: на севере с Уистлой и Уэуэтаном, на востоке с Тапачулой, а на юге и западе омывается водами Тихого океана.

## Учреждение и состав
Муниципалитет был образован 10 февраля 1942 года, по данным 2020 года в его состав входит 102 населённых пункта, самые крупные из которых:
| Код INEGI                  | Населённый пункт                                                                     | Численность населения (2005 год) | Численность населения (2010 год) | Численность населения (2020 год) |
| -------------------------- | ------------------------------------------------------------------------------------ | -------------------------------- | -------------------------------- | -------------------------------- |
| 054                        | Всего                                                                                | 24017                            | 26573                            | 28250                            |
| 0001                       | Масатан (исп. Mazatán) 14°51′47″ с. ш. 92°26′58″ з. д. (административный центр)      | 5997                             | 6838                             | 7774                             |
| 0006                       | Буэнос-Айрес (исп. Buenos Aires) 14°53′20″ с. ш. 92°28′48″ з. д.                     | 3858                             | 4260                             | 4445                             |
| 0025                       | Марте-Гомес (исп. Marte R. Gómez) 14°55′38″ с. ш. 92°26′38″ з. д.                    | 1066                             | 1263                             | 1399                             |
| 0003                       | Акилес-Сердан (исп. Aquiles Serdán) 14°56′29″ с. ш. 92°30′54″ з. д.                  | 1112                             | 1135                             | 1008                             |
| 0005                       | Сан-Хосе-эль-Уэяте (исп. San José el Hueyate) 14°55′09″ с. ш. 92°37′23″ з. д.        | 744                              | 756                              | 963                              |
| 0014                       | Эль-Корралито (исп. El Corralito) 14°54′00″ с. ш. 92°25′49″ з. д.                    | 728                              | 690                              | 907                              |
| 0083                       | Адольфо-Руис-Кортинес (исп. Adolfo Ruiz Cortines) 14°51′35″ с. ш. 92°29′35″ з. д.    | 873                              | 849                              | 859                              |
| 0032                       | Сан-Хосе-де-лос-Льянос (исп. San José de los Llanos) 14°53′15″ с. ш. 92°27′14″ з. д. | 809                              | 815                              | 795                              |
| —                          | Прочие                                                                               | 8830                             | 9967                             | 10100                            |
| Названия на карте Генштаба |                                                                                      |                                  |                                  |                                  |

## Экономическая деятельность
По статистическим данным 2000 года, работоспособное население занято по секторам экономики в следующих пропорциях:
- сельское хозяйство и животноводство — 59,7 %;
- промышленность и строительство — 11,4 %;
- торговля, сферы услуг и туризма — 27,6 %;
- безработные — 1,3 %.

### Сельское хозяйство
Основные выращиваемые культуры: кукуруза, соя, кунжут, хлопок, какао, тамаринд, бананы и кокосы.

### Животноводство
В муниципалитете разводится крупный рогатый скот и домашняя птица.

### Рыболовство
Благодаря тому, что муниципалитет расположен на побережье Тихого океана, значительная часть населения занимается рыбной ловлей, добывая такие виды, как: морской окунь, кефаль, мохарровые и креветки.

### Промышленность
В муниципалитете разработаны два месторождения нефти.

### Туризм
Основными местами привлечения туристов, являются пляжи.

### Торговля
В муниципалитете расположен ряд коммерческих учреждений, занимающихся реализацией продуктов питания, лекарств, одежды и обуви, канцелярии.

### Услуги
В муниципалитете можно получить услуги гостиниц, ресторанов и банков.

## Инфраструктура
По статистическим данным 2020 года, инфраструктура развита следующим образом:
- электрификация: 98,5 %;
- водоснабжение: 57,9 %;
- водоотведение: 95,3 %.